# Symphony of Destruction
〈Symphony of Destruction〉은 미국의 헤비 메탈 밴드 메가데스의 곡으로, 밴드의 다섯 번째 스튜디오 음반인 《Countdown to Extinction》 (1992년)의 싱글로 발매되었다. 가사는 일반 시민이 자신이 나라를 운영하는 위치에 놓이게 되고 대중은 유령 정부에 의해 이끌리게 되는 가상의 상황을 탐구한다. 보컬리스트이자 프론트맨인 데이브 머스테인이 작곡한 이 곡은 중요한 라디오 플레이를 받았고 다양한 지역에서 차트화 되어 메가데스의 가장 잘 알려진 노래 중 하나가 되었다.
이 곡은 일반적으로 비평가들에게 좋은 평가를 받았으며, 웨인 이샴의 반주 뮤직 비디오는 처음에는 MTV에서 큰 로테이션을 받았지만, 결국 논란이 되었고 MTV가 "너무 가혹하다"고 느낀 암살 장면 때문에 편집되었다. 비디오에는 각 밴드 멤버들이 개별적으로 연주하는 모습이 담겨 있으며, 암살된 정치 후보를 중심으로 주로 흑백의 비선형 서사가 전개되며, 이 사건으로 인한 엄청난 무정부상태와 폭동이 일어난다. 이 곡은 여러 매체에서 다루어졌으며 여러 밴드에 의해 다루어졌다.

## 배경
《기타 센터 세션》에서 보컬리스트 데이브 머스테인은 〈Symphony of Destruction〉의 개발을 행운의 곡이라고 표현했다. 어느 날, 로스앤젤레스의 톨루카 레이크의 리버사이드 드라이브를 따라 집으로 가는 동안, 그는 두통에 시달렸다. 영감을 받은 그는 초밥 영수증 뒷면에 "금속 뇌가 부식돼 머리가 터질 것 같다"는 가사를 쓰기 시작했다. 1992년 메가데스는 〈Symphony of Destruction〉이 될 데모를 녹음했고, 약간의 조정 후에 이 곡은 완성되었고 그들의 다섯 번째 스튜디오 음반인 《Countdown to Extinction》에 포함되기 위해 녹음되었다. 원래 이 곡의 첫 버전은 훨씬 길었지만 《Countdown to Extinction》 사전 제작 과정에서 많이 편집되었다.
머스테인은 이 노래의 가사를 썼는데, 어떻게 대중이 정치 지도자에 의해 그들 자신의 파멸로 이끌리고 있는지에 대해 그가 인식한 것에 대해 썼고, 여기서 제목이 파생된 "파괴의 교향곡 (Symphony of Destruction)"이다. 유명한 전설인 하멜른의 피리 부는 사나이는 이 노래에서 언급되며, 이 노래의 서정적 의미와 직접적인 상관관계를 담고 있다. 전설에 따르면, 피리 부는 사람은 정치 지도자들이 대중에게 하는 것처럼 아이들과 쥐들이 그의 요구를 아무 생각 없이 따르도록 강요하는 능력을 가지고 있었다.

## 구조
〈Symphony of Destruction〉은 4분 7초이다. 노래의 처음 5초 동안 오케스트라 튜닝 소리가 들리고 볼프강 아마데우스 모차르트의 레퀴엠 (모차르트)레퀴엠에서 "봉헌송, 주 예수 그리스도"의 짧은 보컬 부분이 이어진다. 그런 다음 노래는 즉시 무거운 기타 리프로 전환되며, 이 리프는 노래가 지속되는 동안 계속 연주된다. 이 곡은 〈Hangar 18〉이나 〈Holy Wars... The Punishment Due〉와 같은 메가데스의 더 공격적이고 구조적으로 강렬한 곡들과는 달리 상업적으로 더 주류적이고 표준적인 곡 구조로 묘사된 것을 포함한다.
1992년, 머스테인의 보컬 퍼포먼스와 스타일은 메가데스의 엄청난 미학과 함께 일부 음악 청취자들에 의해 불쾌하게 여겨졌고, 이는 그들이 아직 더 많은 주류 청중들에게 노출되지 않았다는 것을 의미한다. 부분적으로 이 노래와 《Countdown to Extinction》의 성공과 라디오 친화성 덕분에 메가데스는 더 높은 수준의 대중 인식과 문화적 관련성에 도달할 수 있었다.

## 커버 및 리믹스
이 곡은 수많은 밴드에 의해 커버되고 리믹스되었으며, 오리지널 싱글의 일부 버전에 등장하는 인더스트리얼 메탈 버전 "Gristle Mix"는 나인 인치 네일스의 트렌트 레즈너와 크리스 브렌나가 프로듀싱했다.

## 곡 목록
CD 싱글 (미국 & 영국 / 영국 12인치)
1. "Symphony of Destruction (Radio Mix)" - 4:07
2. "Breakpoint" - 3:33
3. "Go to Hell" - 4:37

CD 싱글 (일본)
1. "Symphony of Destruction" - 4:05
2. "Anarchy in the U.K. (Live)" - 3:11
3. "Hangar 18 (Live)" - 4:58
4. "Special Messages for Japan" - 2:19

카세트 싱글 (미국)
1. "Symphony of Destruction (LP Version)"
2. "Symphony of Destruction (Edited Gristle Mix)"
3. "Skin o' My Teeth (Live)"

리미티드 7인치 (영국)
1. "Symphony of Destruction"
2. "In My Darkest Hour (Live)"

메가박스 디스크 4 (일본)
1. "Symphony of Destruction"
2. "Peace Sells (Live)"
3. "In My Darkest Hour (Live)"
4. "Foreclosure of a Dream"
5. "Symphony of Destruction (Extended Gristle Mix)"
6. "Holy Wars...The Punishment Due (General Schwarzkopf Mix)"

## 인증
| 국가                               | 인증     | 판매량/출하량 |
| ---------------------------------- | -------- | ------------- |
| 미국 (RIAA)                        | 플래티넘 | 1,000,000     |
| 판매량+스트리밍을 기반으로 한 인증 |          |               |